# Église Saint-Sernin d'Artigues
Pour les articles homonymes, voir Église Saint-Sernin.
L’église Saint-Sernin d'Artigues est située sur le territoire de la commune de Foulayronnes, dans le département français de Lot-et-Garonne, en Nouvelle-Aquitaine.

## Localisation
A proximité de plusieurs intersections routières, l'église avec cimetière attenant est au nord du village d'Artigues, partie de la commune de Foulayronnes.

## Historique
L'église a été construite au XIIe siècle sur une éminence. Il en reste l'abside et le sanctuaire.
En 1235, l'évêque d'Agen Raoul de Peyrines, Hélies prieur de l'abbaye Saint-Caprais, et le chapitre cathédral ont passé un accord abandonnant au chapitre de Saint-Caprais certaines dîmes dans les paroisses de Foulayronnes (Fonte latronum) et d'Artigues (de Artigiis).
Dans son testament  de 1312 et le  codicille de 1314, le pape Clément V qui avait été élevé dans le voisinage, au prieuré de Deffez, sur le plateau de Saint-Ferréol, à Bon-Encontre, et avait été chanoine de Saint-Caprais s'est souvenu de l'Agenais et avait fait plusieurs dons pour des habitants, en particulier pour constituer la dot de 30 jeunes filles d'Artigues
Au début du XVIIIe siècle, il y avait trois confréries dans la paroisse d'Artigues :  une du Saint Sacrement dont les statuts avaient été approuvés par l'évêque d'Agen en 1702, deux confréries plus anciennes, celle de Notre-Dame et celle de Saint-Clair. La confrérie de Notre-Dame était établie dans la chapelle de la Purification. Celle de Saint-Clair avait son autel consacré à Saint-Clair. Il y avait un troisième autel dédié à sainte Redegonde.
La paroisse possédait de nombreuses reliques.
D'après Georges Tholin, la « chapelle voûtée en croisée d'ogives, faisant face au nord, est une addition de la fin de la période gothique de même que le portail orné de moulures prismatiques qui est ouvert au sud. Un écusson qui sert de clef de voûte au cintre de cette porte fournit une date : 1507 ».
Des réparations de l'église sont décidées le 11 septembre 1882. En 1883, des travaux de restauration sont conduits par l'architecte Bouilhet. Une nouvelle chapelle est construite au sud, la nef est voûtée, le portail refait, le clocher rebâti et surmonté d'une flèche.
L'église a été inscrite en totalité au titre des monuments historiques par arrêté du 8 décembre 1941.

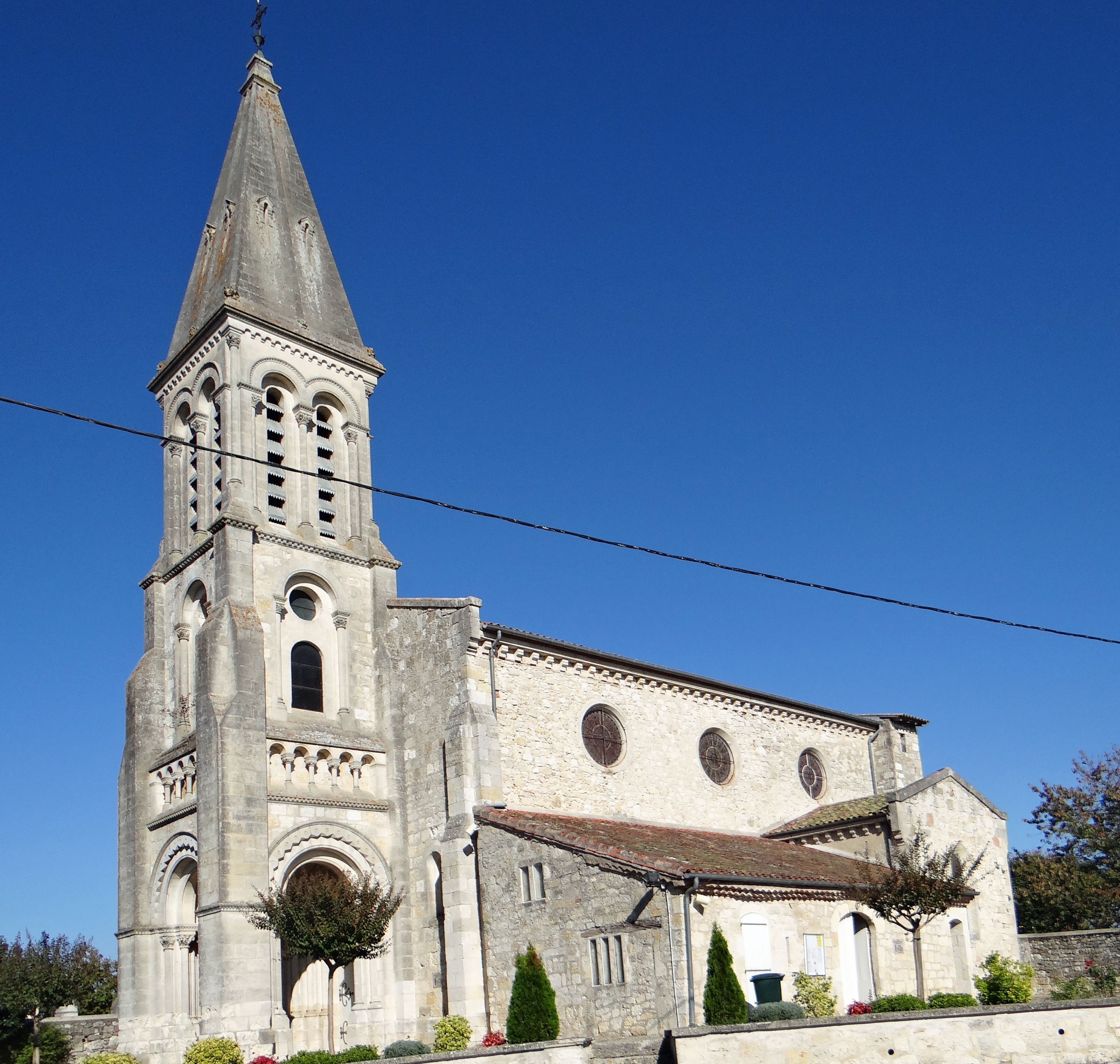
Élévation extérieure
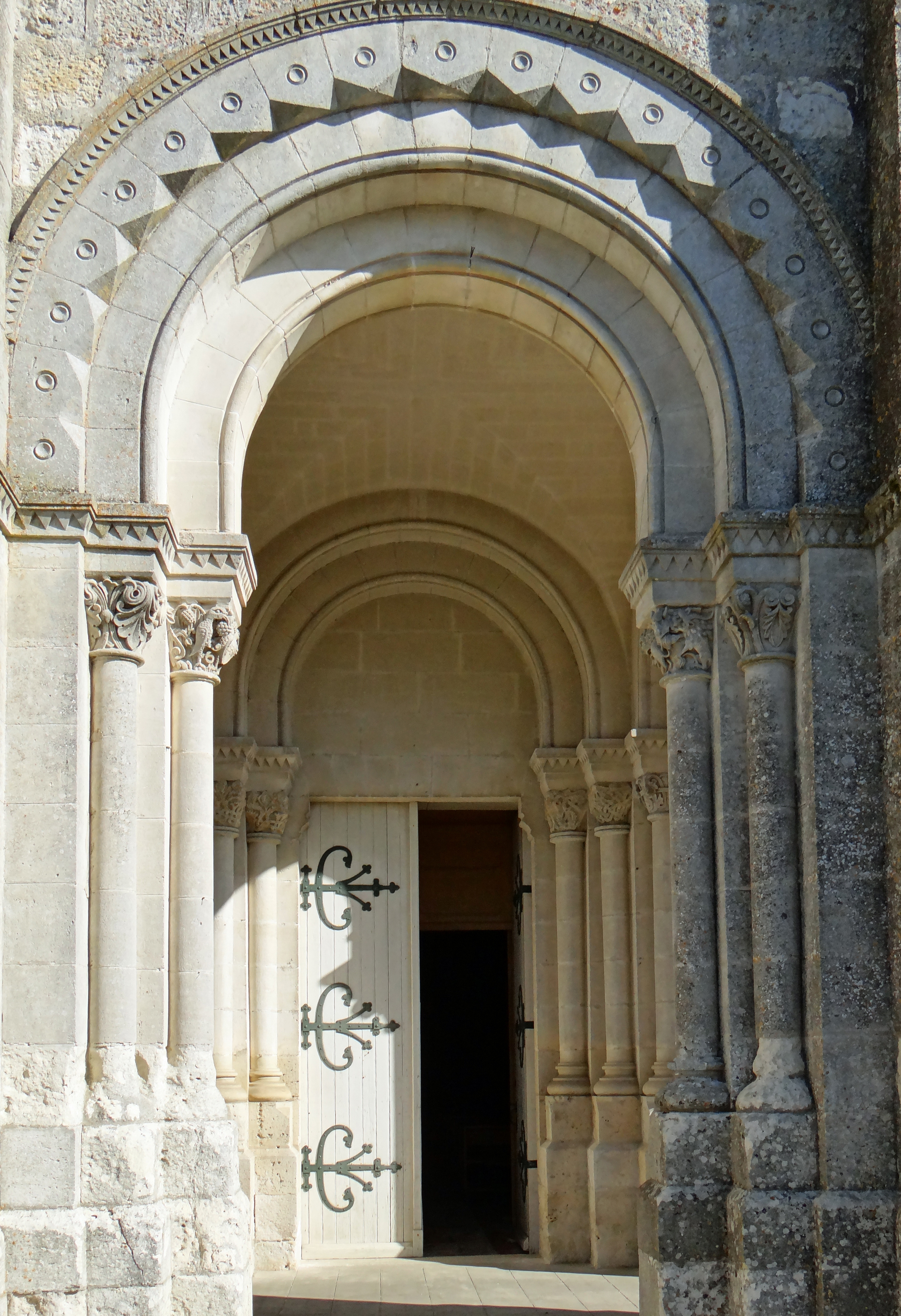
Le portail occidental
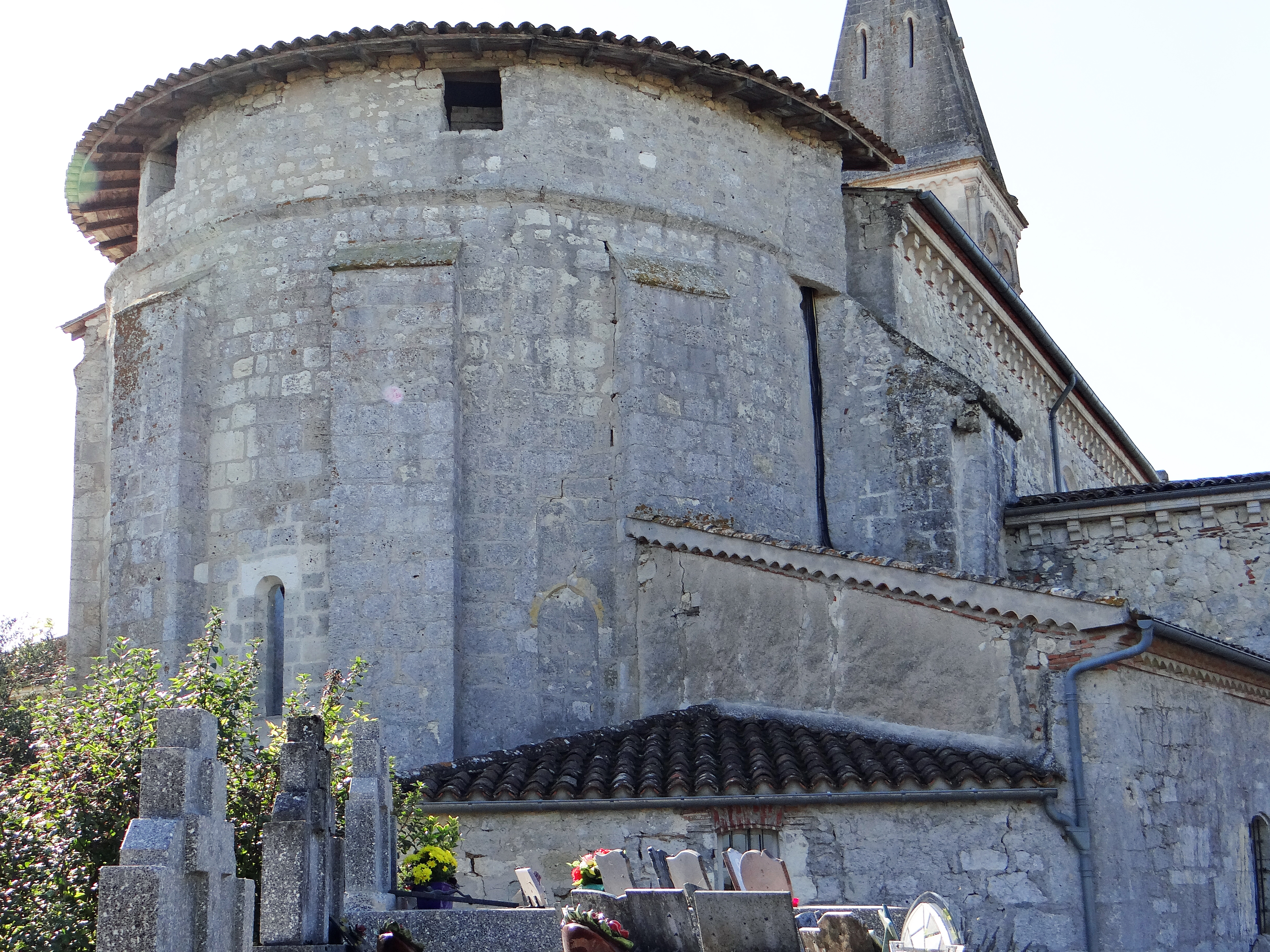
Le chevet
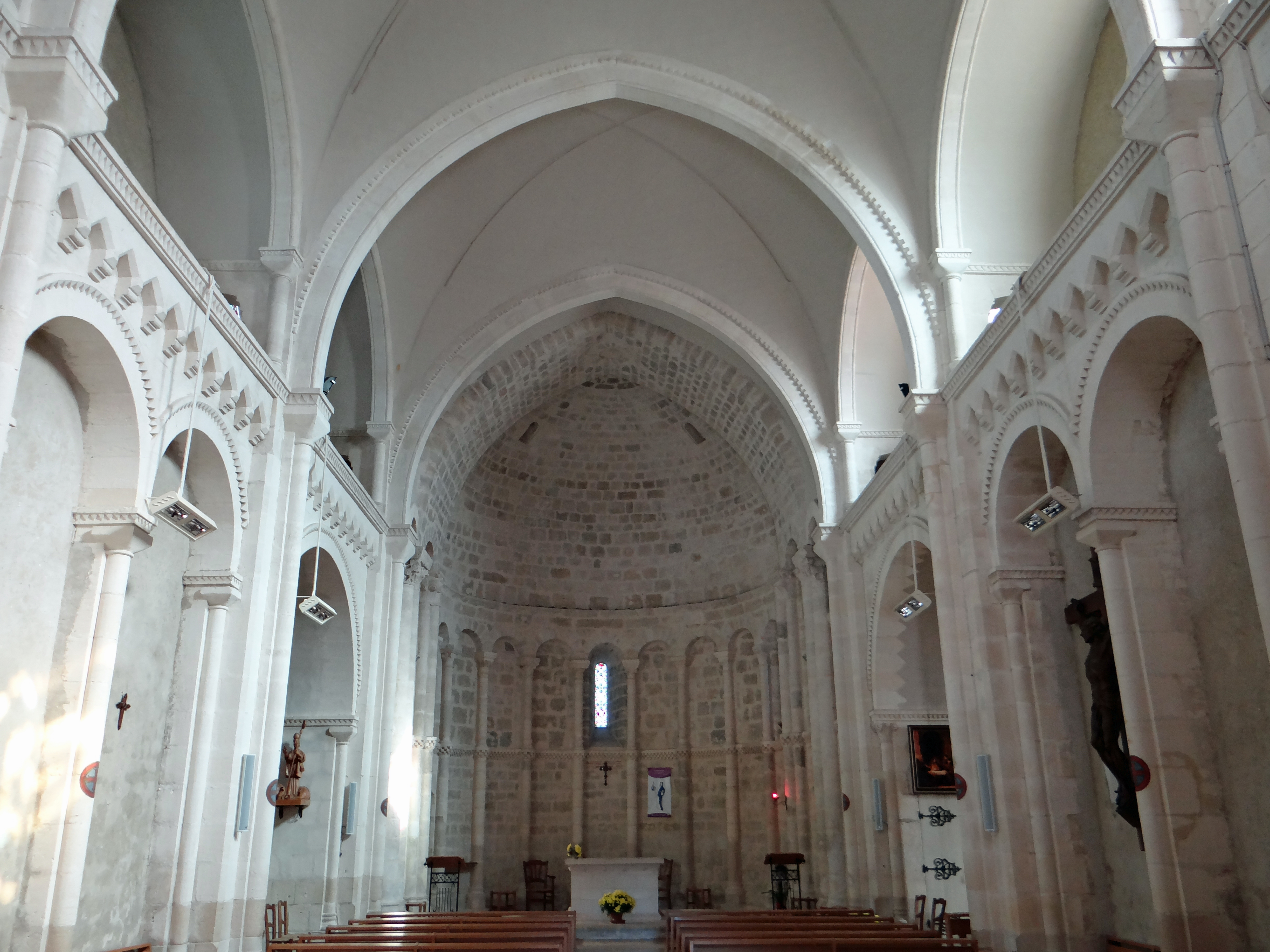
La nef vers le chœur
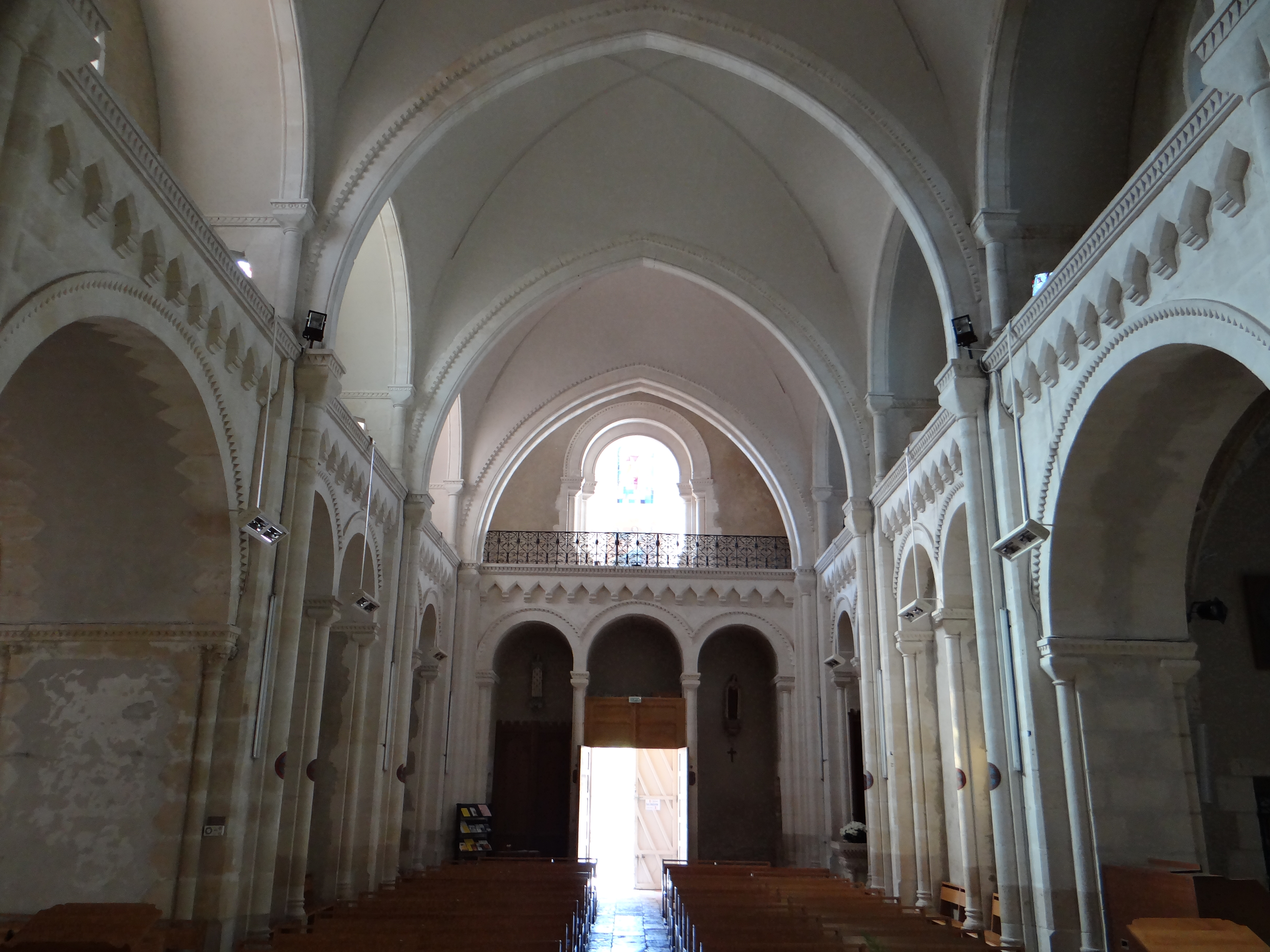
La nef vers la tribune

## Description
L'abside est plus étroite que la nef. L'abside est décorée, sur son pourtour, par neuf arcatures en plein cintre, sur colonnes, décorent le pourtour de l'abside. Un cordon de billettes de trois rangs de billettes sépare l'arcature en deux niveaux.
L'abside est séparée de la nef par un arc triomphal dont la largeur fait qu'il constitue presque une petite travée du chœur. Les sommiers de chacun de ses angles sont supportés par des groupes de trois colonnes. Une petite arcature est jetée entre ces groupes. Les colonnes portent des chapiteaux ornés de feuillages ou de sujets historiés : lions affrontés, dragons ou animaux fantastiques attaquant un homme, deux colombes buvant dans le même calice.
Un second cordon de billettes et de lobes règnent à la naissance des voûtes.

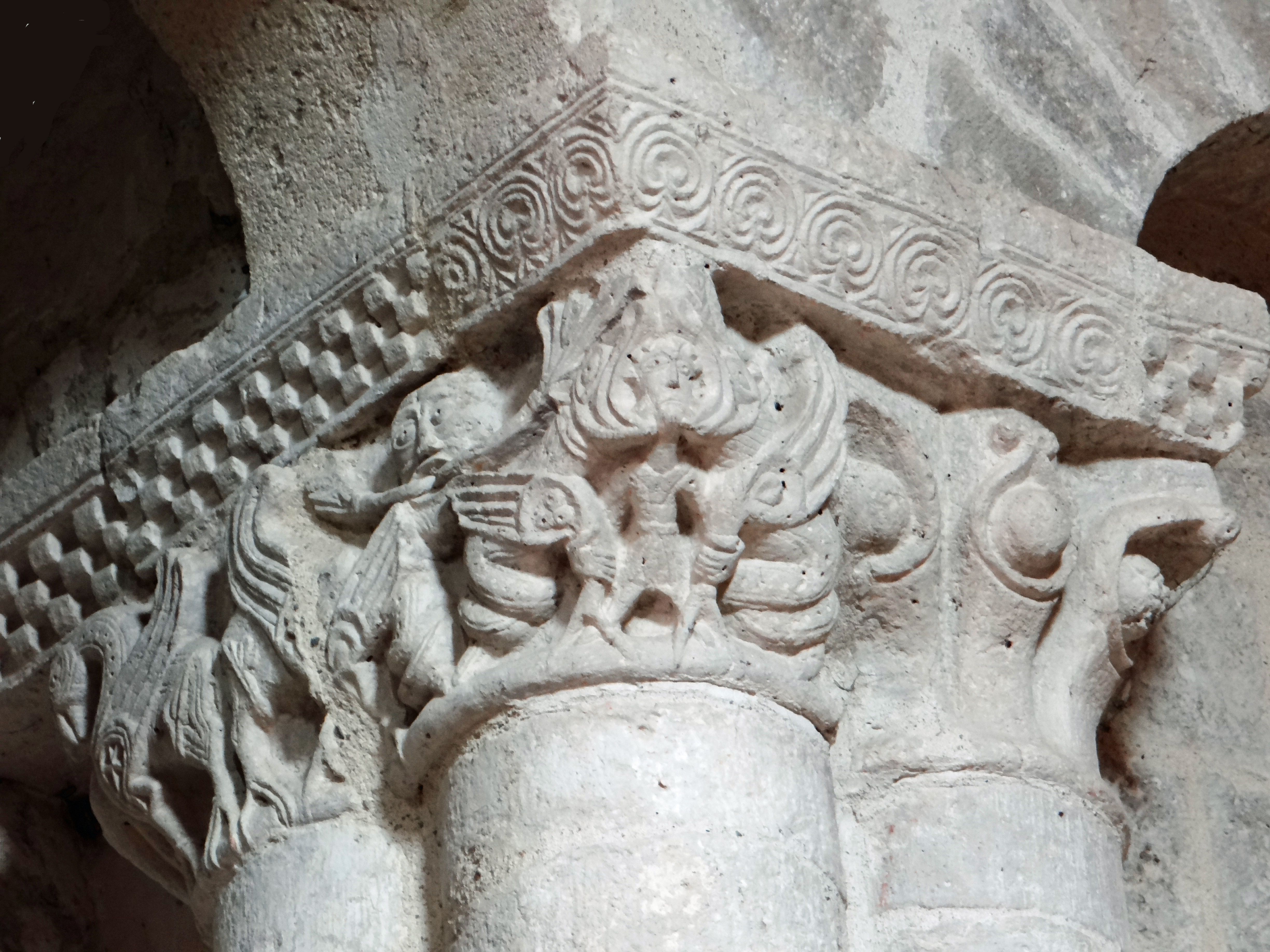
Chapiteau du groupe nord-ouest de l'arc triomphal
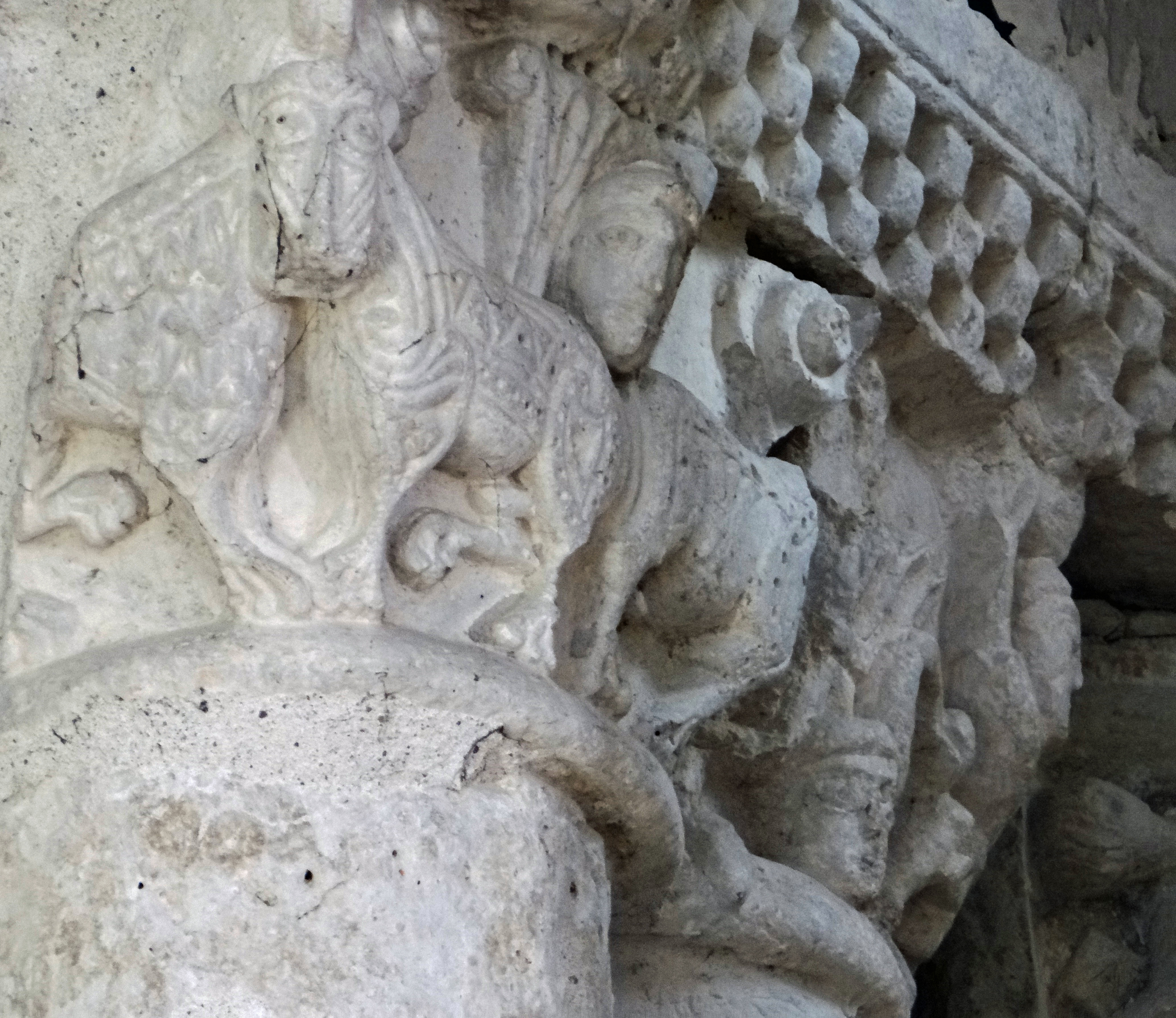
Chapiteau du groupe sud-ouest de l'arc triomphal
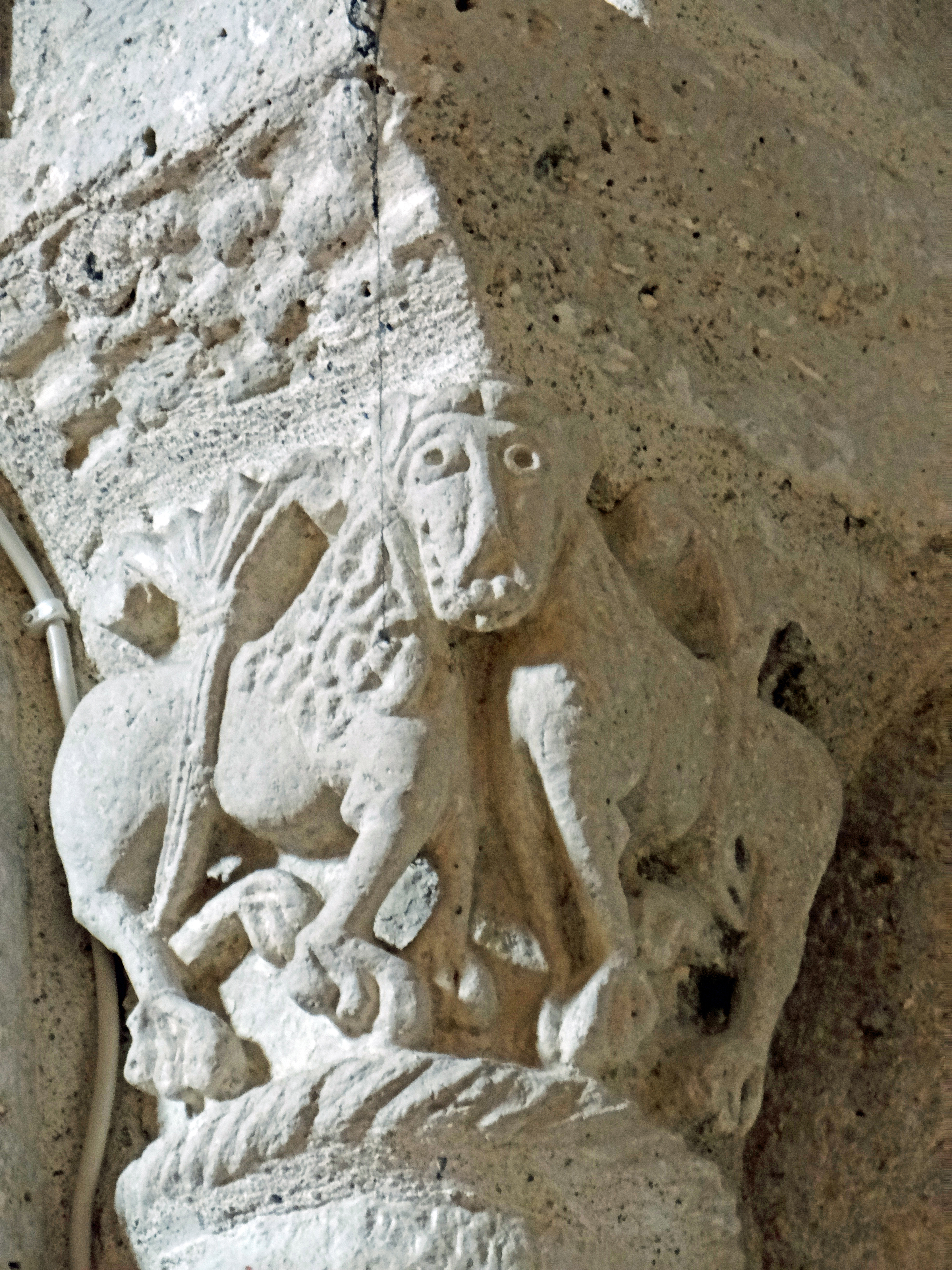
Chapiteau
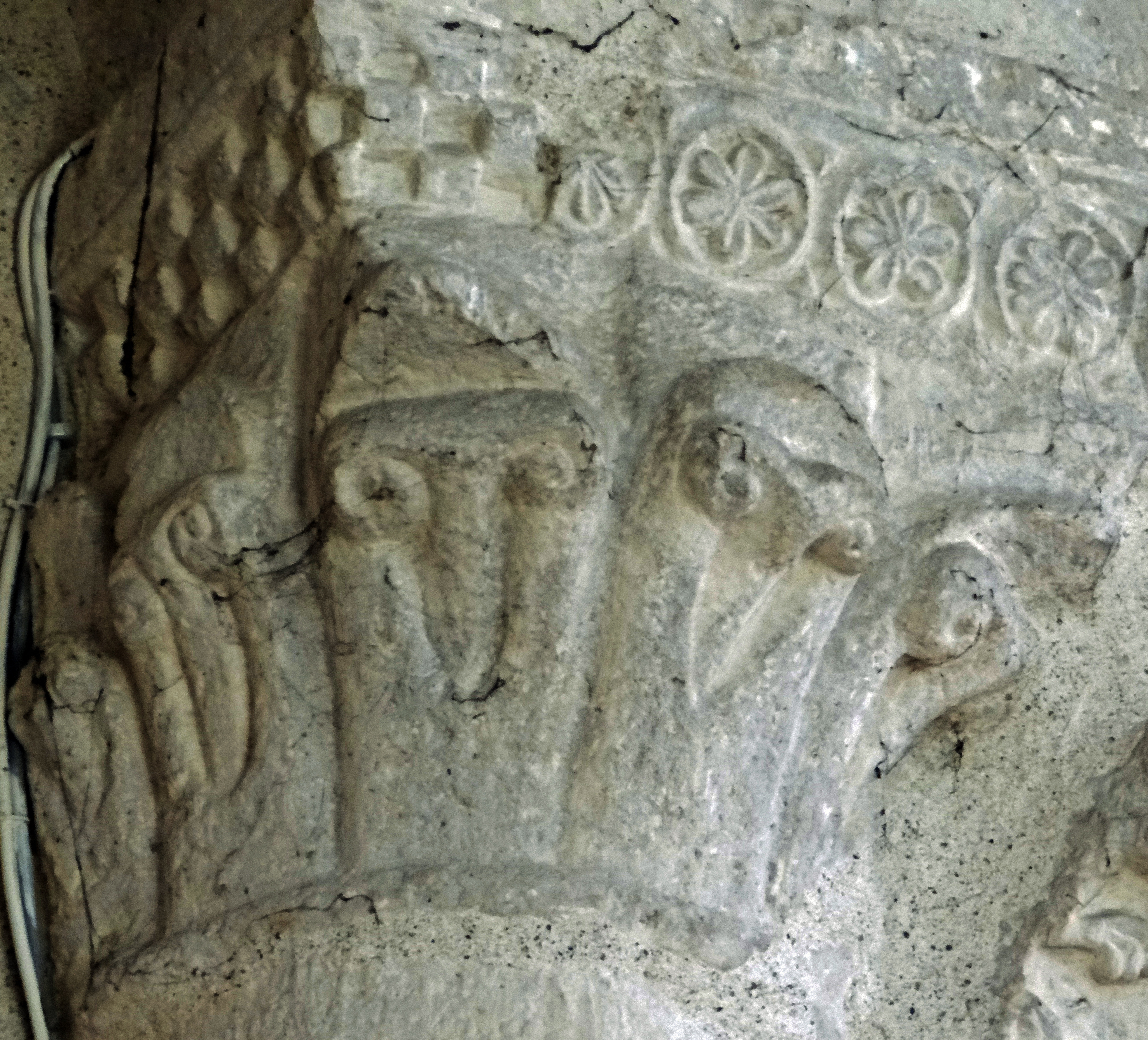
Chapiteau

## Vitraux
Des vitraux réalisés par Gustave Pierre Dagrant datés de 1900 décorent les chapelles nord et sud. Le vitrail de l'abside porte le blason de la famille d'Artigues.

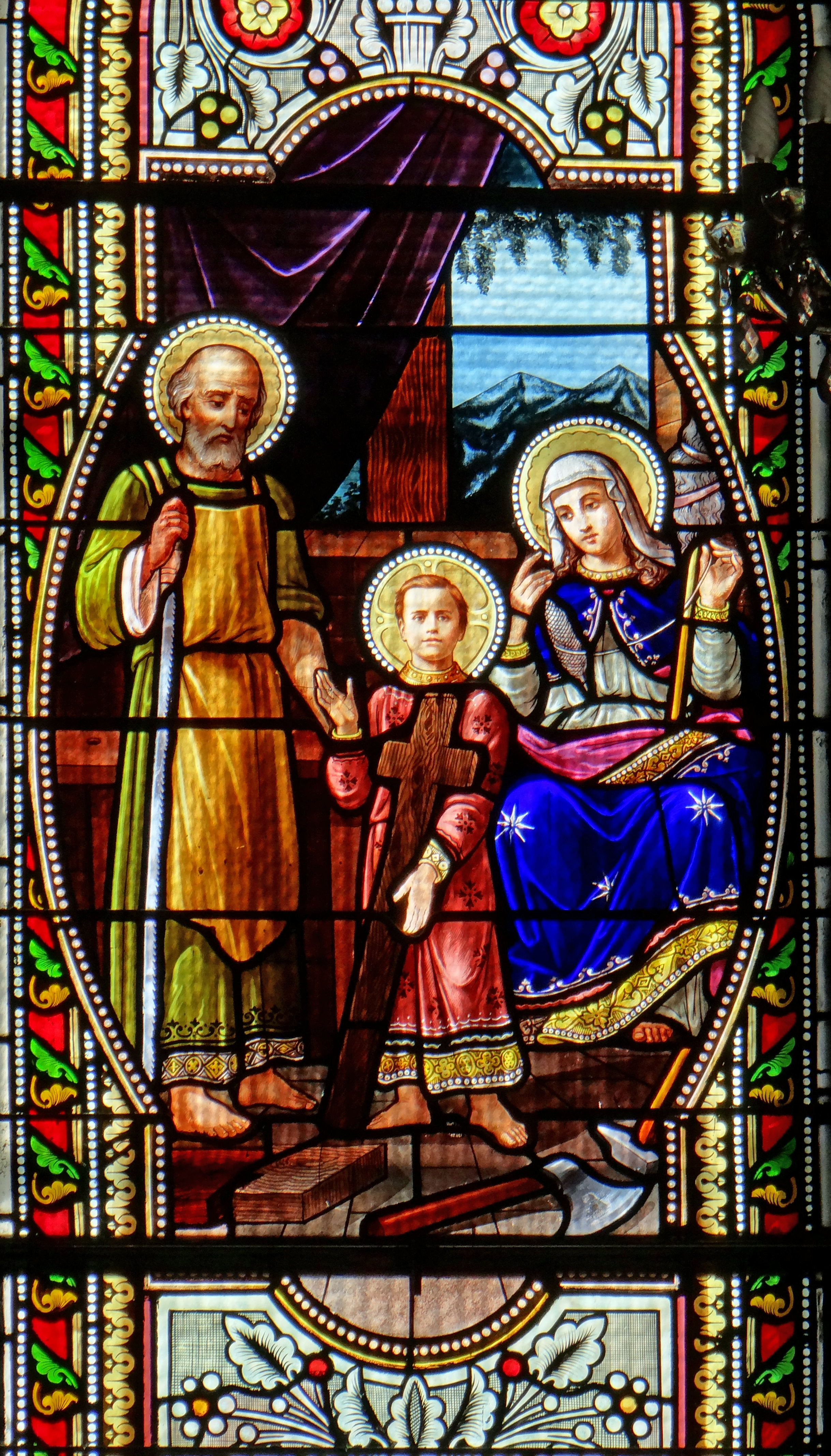
Vitrail de la Sainte Famille
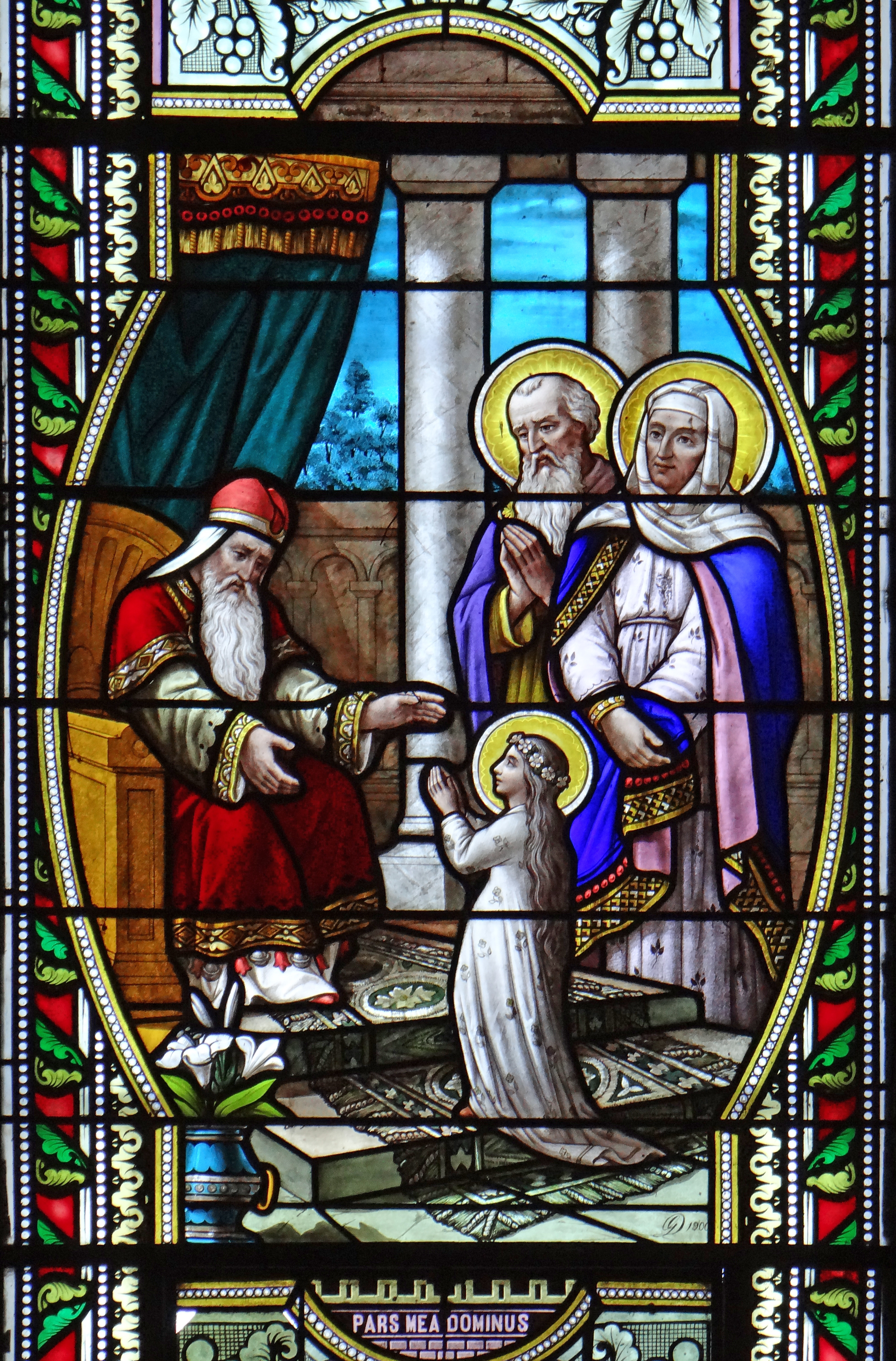
Visite de Marie au temple
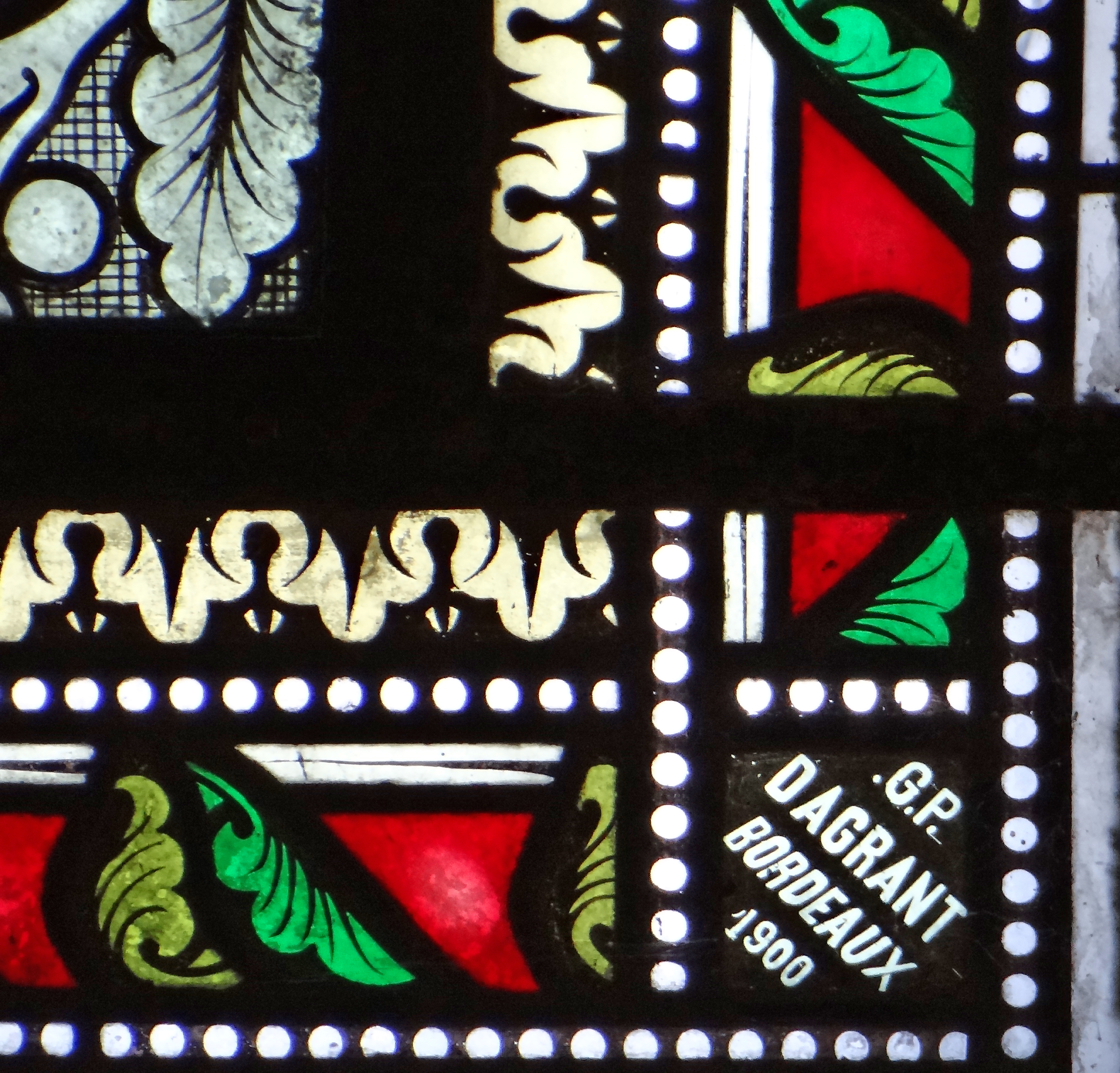
Signature du maître-verrier Dagrant
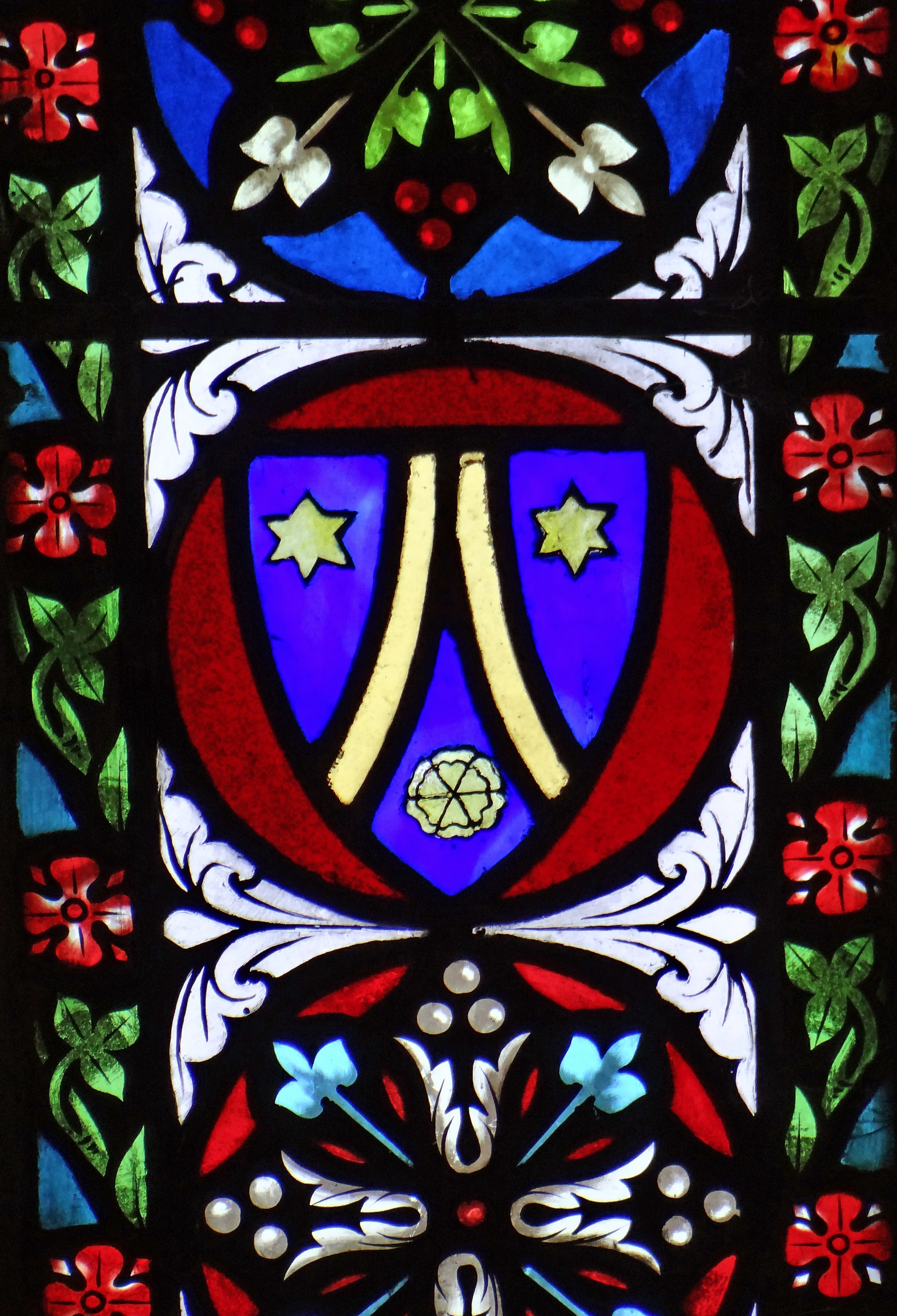
Vitrail avec le blason de la famille d'Artigues
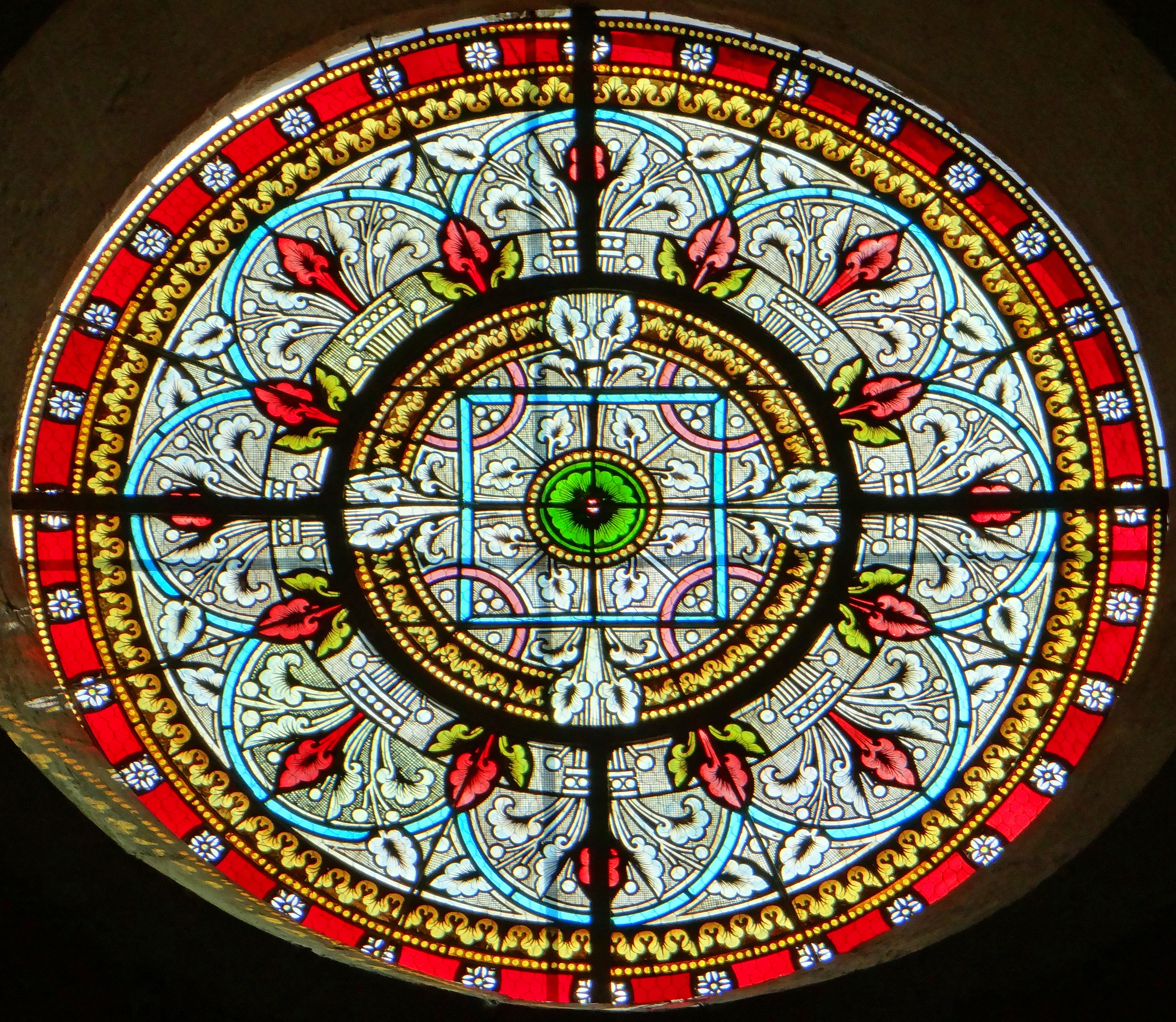
Rose